# Cespitularia robusta
Cespitularia robusta is een zachte koraalsoort uit de familie Xeniidae. De koraalsoort komt uit het geslacht Cespitularia. Cespitularia robusta werd in 1966 voor het eerst wetenschappelijk beschreven door Tixier-Durivault. 